# 上原康恒
上原 康恒（うえはら やすつね、1950年10月12日 - ）は、日本の元プロボクサー。沖縄県那覇市出身。元日本スーパーフェザー級王者。元WBA世界スーパーフェザー級。元リングマガジン世界スーパーフェザー級王座。
沖縄中央高校3年時にインターハイ優勝、日本大学在学時にはライト級、ライトウェルター級の2階級を制覇し専修大学のエース風間清と数回対戦。国際大会でも1970年アジア大会ライトウェルター級銅メダルを獲得。アマチュア通算117勝(87RSC)8敗と抜群の成績を残し、協栄ボクシングジムと当時日本プロボクシング史上最高となる契約金1,000万円で契約した。実弟であるフリッパー上原も元プロボクサー。実兄である上原勝榮は元沖縄協栄上原ジム会長。

## 来歴
- 1972年11月 - プロデビュー。
- 1973年11月 - 9戦目にノンタイトル10回戦で現役世界王者、リカルド・アルレドンド（メキシコ）を判定で破り世界ランク入り。
- 1974年8月24日 - WBA世界スーパーフェザー級王座に初挑戦。王者、ベン・ビラフロア（フィリピン）に2回KO負け。
- 1975年7月21日 - 日本スーパーフェザー級王座獲得。以後2度防衛。
- 1976年4月23日 - 日本王座3度目の防衛戦。マサ伊藤に10回判定で敗れ王座陥落。
- 1976年7月29日 - マサ伊藤とのリターンマッチに10回判定で勝ち王座奪還。以後7度防衛。
- 1980年8月2日 - WBA世界スーパーフェザー級王座に挑戦。技巧派の王者、サムエル・セラノ（プエルトリコ）に対し劣勢を強いられたが、6回に右フック一発でKO勝ちし王座獲得。最初はセコンド陣もあれこれ指示を出していたそうだが、余りにも勝ち目が薄かったため5R終了後に「好きなようにやってみろ」と半ばヤケクソ気味な指示を出したという。以後1度防衛。
- 1981年4月9日 - セラノとのリターンマッチに15回判定で敗れ王座陥落。現役を引退した。
- 1982年から長野県軽井沢で約700坪の敷地に貸しテニスコート、ペンション、貸別荘がある「YMテニスガーデン」を経営している[3][4][5]。地元高校ボクシング部へのアドバイスはしているがボクシングジムの経営には関わっていない[5]。2016年2月からは東京都内で沖縄料理店をオープンし、シェフを務めている[4]。

## 戦績
- アマチュアボクシング: 125戦 117勝 87RSC 8敗
- プロボクシング: 32戦 27勝 21KO 5敗

## 獲得タイトル
- 第13代日本スーパーフェザー級王座（防衛2）
- 第15代日本スーパーフェザー級王座（防衛7=返上）
- WBA世界スーパーフェザー級王座（防衛1）
- リングマガジン世界スーパーフェザー級王座

## エピソード
- ヒョウ柄のトランクスがトレードマークだった。
- 所属する協栄ジムの金平正紀会長の紹介で知り合った現夫人は日大の同窓で歯科医師。
- 12人兄弟で自身は4番目[6]。

## テレビ出演
- カムバック・ガール（1982年、毎日放送） - トレーナー 役